# Normangee
Normangee város az USA Texas államában, Leon és Madison megyében. Lakosainak száma 495 fő (2020. április 1.).

## Népesség
A település népességének változása:
| Lakosok száma | 662  | 685  | 495  |
|               | 1920 | 2010 | 2020 |